# روبرتو ژولیو دی فیگوئردو
روبرتو ژولیو دی فیگوئردو (به پرتغالی: Roberto Júlio de Figueiredo) هافبک اهل برزیل است که در شهر مارینگا و در تاریخ ۲۰ فوریهٔ ۱۹۷۹ به دنیا آمده‌است.
روبرتو ژولیو دی فیگوئردو در تیم‌های فوتبال Ponte Preta، باشگاه فوتبال آویسپا فوکوئوکا، Oita Trinita، باشگاه فوتبال ساگان توسو، Yokohama F.C. سابقهٔ حضور دارد.